# Cristina Caamaño
Cristina Liliana Caamaño Iglesias Paíz (Buenos Aires, 7 de diciembre de 1958) es una abogada, autora, docente y exfiscal argentina. Fue la interventora de la Agencia Federal de Inteligencia desde el 10 de diciembre de 2019 hasta el 6 de junio de 2022, bajo la presidencia de Alberto Fernández.
Fue fiscal y Secretaria de Seguridad durante la gestión de Nilda Garré al frente del Ministerio de Seguridad. Desde 2019 interventora de la Agencia Federal de Inteligencia (AFI).

## Biografía
Curso sus estudios primarios y secundarios en el Instituto Santa Teresa de Jesús. Estudió Derecho en la Universidad de Buenos Aires, donde también fue docente. Es parte de la agrupación Justicia Legítima, siendo en su momento presidenta de dicha asociación.
Fue fiscal en el caso de Mariano Ferreyra. Con Alejandra Gils Carbó como procuradora general, se desempeñó al frente del Departamento de Intercepción y Captación de las Comunicaciones.

## Libros
- 1999, El delito de administración fraudulenta.
- 2003, El delito de robo
- 2006, Manual práctico para defenderse de la cárcel. (libro en coautoría con Diego García Yomha).
- 2008, Delitos contra la propiedad. (libro de escrito conjuntamente con la Gladis Romero y Hernán López).
- 2009, Manual para el preso extranjero.
- 2013, El delito de administración fraudulenta.
- 2020, Bienvenidos al Law Fare. (libro en coautoría con Raúl Zaffaroni y Valeria Vegh Weis y prólogo de Lula Da Silva.)
- 2021, Bem-vindos ao Law Fare, (traducción al portugués)
- 2023, Lawfare: The Criminalization of Democratic Politics in the Global South (traducción al inglés)